# Песнь любви
«Песнь любви» (фр. Un chant d'amour) — фильм французского писателя, драматурга, режиссёра и сценариста Жана Жене. Эта короткометражная картина 1950 года затрагивает такие темы, как гомоэротизм, выживание в тюремной среде и вуайеризм.

## Сюжет
Действие происходит во французской тюрьме. Охранник-вуайерист наблюдает за двумя заключёнными. Находясь в смежных камерах и представляя себе друг друга, они занимаются мастурбацией. Затем один из них начинает фантазировать о счастливой совместной жизни с другом на свободе. На протяжении всего фильма несколько раз повторяется эпизод, где один заключённый тщетно пытается передать другому венок с цветами. В конце фильма тюремный стражник, по-видимому из ревности, избивает одного из заключённых и заставляет сосать ствол пистолета.

## В ролях
| Актёр              | Роль                               |
| ------------------ | ---------------------------------- |
| Люсьен Сенемо      | молодой заключенный (нет в титрах) |
| Коко Ле Мартиниквэ | второй заключенный (нет в титрах)  |

## Релиз
Как квази-порнографический, в середине двадцатого века фильм был доступен лишь избранным зрителям, которым удавалось его приобрести через частные каналы. Сам Жене пожелал, чтобы его короткометражку никогда не увидел массовый зритель. Но британский институт кино проигнорировал волю режиссёра и выпустил красивое DVD-издание фильма.